# Micromus nigrifrons
Micromus nigrifrons is een insect uit de familie van de bruine gaasvliegen (Hemerobiidae), die tot de orde netvleugeligen (Neuroptera) behoort. 
Micromus nigrifrons is voor het eerst wetenschappelijk beschreven door Banks in 1937.